# 大久保朋果
大久保 朋果（おおくぼ ともか、1971年〈昭和46年〉8月12日 - ）は、日本の政治家。江東区長（1期）。元地方公共団体職員（東京都）。

## 略歴
東京都大田区出身。東京都立三田高等学校、早稲田大学第一文学部卒業。1995年、大学卒業と共に東京都庁に入職。入職後は主に保健・衛生・福祉関連の業務に就くことが多く、福祉局監理指導課主任、福祉保健局障害者施策推進部療育係長（東部療育センター所管）、知事本局計画調整部課長補佐、都立駒込病院医事課長、同庶務課長、政策企画局政策担当課長、福祉保健局生活福祉部統括課長、公益財団法人東京都福祉保健財団事務局長、政策企画局政策担当部長を歴任。

### 江東区長選挙
2023年11月、木村弥生区長が選挙違反で辞職した東京都江東区長選挙への出馬を要請される。この件に関して小池百合子東京都知事に相談し、出馬を決意した。
同年12月10日執行の投開票の結果、57,029票を獲得して初当選を果たした。一夜明けの11日に区役所に初登庁した。

## 人物
- 両親は共に地方出身でかつ教職に就いていた人物（父：小学校教員、母：幼稚園教諭）であったため、児童福祉の分野に関心を持っていた。自身も小学校社会科教員免許保持者である[8]。
- 自身の長女から「若い世代は素直に子供を産みたいと思えるような時代じゃない」という言葉を言われ、そのことにショックを受けて政治家転身を考えるようになったと云う[8]。